# Teurisci
Teuriscii au fost un trib dac prezenți pe vremea lui Ptolemeu (140 d.Hr.). Aceștia sunt considerați ca fiind inițial celți, o ramură a Tauriscilor veniți în balcani din Noricum, care s-a mutat în Tisa Superioară și în Crișana de nord-vest. Cu toate acestea, arheologia arată că celții au fost absorbiți de daci, într-o anumită măsură, ambele creând un orizont cultural celto-dac în regiune.